# Orlando Pirates
Die Orlando Pirates sind ein südafrikanischer Fußballklub aus Soweto in der City of Johannesburg. Der Verein wurde 1937 gegründet und ist heute einer der bekanntesten Klubs in Südafrika. Die Heimspiele werden im Orlando Stadium ausgetragen.

## Geschichte
Orlando Pirates sind der älteste Klub des Landes. Örtliche Minenarbeiter, die bei Johannesburg nach Gold gruben, kamen in Orlando zusammen und spielten in ihrer Freizeit Fußball. Der erste Präsident in der Klubhistorie war Buthuel Mokgosinyane, der die Anfänge des Orlando Boys Club (der anfängliche Name des Vereins) aus eigener Tasche bezahlte. So finanzierte er die ersten Trikots für das Team. Erst in den 1940ern wurde der Name Orlando Pirates zum offiziellen Klubnamen.
In den 1990er Jahren gewann der Klub je einmal die CAF Champions League (1995), den CAF Super Cup (1996) und die südafrikanische Meisterschaft (1994). Anschließend wurde der Verein viermal Meister.

## Titel
- Südafrikanische Meisterschaft (5): 1994, 2001, 2003, 2011, 2012
- CAF Champions League (1): 1995
- CAF Super Cup (1): 1996
- FA Cup (2): 1988, 1996
- Nedbank Cup (10): 1973, 1974, 1975, 1980, 1988, 1996, 2011, 2014, 2023, 2024

## Bekannte Spieler
- Jomo Sono (1972–1976)
- Osvaldo Darío Nartallo (1993)
- Mark Fish (?) Jugend, (1993–1996) Spieler
- Linda Buthelezi (1994)
- John Moeti (1995–1999)
- Lutz Pfannenstiel (1996)
- Sibusiso Zuma (1998–2000)
- Richard Biwa (2001–2002, 2010)
- Senzo Meyiwa (2002–2005) Jugend, (2005–2014) Spieler
- Gift Mpho Leremi (2002–2007)
- Siyabonga Nkosi (?–2003) Jugend
- Isaac Chansa (2004–2007, 2010–2012)
- Lucas Thwala (2004–2011)
- Siyabonga Nomvethe (2005–2006)
- Onyekachi „Tico“ Okonkwo (2005–2007)
- Innocent Mdledle (2005–)
- Tsholofelo „Teko“ Modise (2007–2010)
- Moeneeb Josephs (2008–)
- Benson Mhlongo (2008–)
- Thembinkosi Fanteni (2009–2010)
- Katlego Mashego (2009–2011)
- Chiukepo Msowoya (2010–2012)
- Rudolf Bester (2011–2013)
- Siyabonga Sangweni (2011–)
- Luís Boa Morte (2012)

## E-Sport
Der Fußballklub stieg am 6. Juni 2019 in den kompetitiven Bereich des E-Sports Titel Rocket League ein. Die Orlando Pirates formten eine Partnerschaft mit der südafrikanischen Organisation Exdee Gaming und übernahmen deren bestehendes Team. Mit der Einführung der Region SSA (engl. Sub-Saharan-Africa) in den professionellen Ablauf der RLCS (engl. Rocket League Championship Series) im Jahr 2021 begann das Team auch international Aufsehen zu erregen. Das Team dominierte die regionalen Gegner und gewann 6 der 9 Online-Events und qualifizierte sich somit für die Weltmeisterschaft. Dort hatten die Spieler das Nachsehen gegenüber der internationalen Konkurrenz und landeten auf Platz 20–22 bei 24 teilnehmenden Teams. In der folgenden Saison trat der Klub mit einer komplett neuen Aufstellung an, welche den Erfolg nicht replizieren konnte. Nach der Saison zog sich der Fußballklub am 5. Juli 2023 aus Rocket League zurück.